# Libentissime quidem
Libentissime quidam  è una enciclica di papa Benedetto XIV, datata 10 giugno 1745, nella quale il Pontefice, dopo aver richiamato due suoi Brevi del 1741 sul digiuno, parla del dovere di rispettare o di restaurare la disciplina del digiuno, e sulle dispense generali da concedere alle Città o alle Diocesi soltanto per validi motivi.

## Fonte
- Tutte le encicliche e i principali documenti pontifici emanati dal 1740. 250 anni di storia visti dalla Santa Sede, a cura di Ugo Bellocci. Vol. I: Benedetto XIV (1740-1758), Libreria Editrice Vaticana, Città del Vaticano 1993